# 奥列格·斯莫林
奥列格·尼古拉耶维奇·斯莫林（羅馬化：Oleg Nikolayevich Smolin；1952年2月10日—）是一位俄罗斯政治家。他是国家杜马代表，俄罗斯联邦共产党党员。他是一个盲人，曾任俄罗斯残奥委员会副主席。
他是唯一投票反对承认分裂主义卢甘斯克人民共和国的国家杜马议员。但他随后表示自己投票时犯了错误，并要求更正计票结果。
不过，他后来表示，他对俄罗斯入侵乌克兰感到“震惊”，并表示“军事力量在政治中应仅作为最后的手段使用”